# Filip Šváb
Filip Šváb (Olomouc, 28 de abril de 1983) es un deportista checo que compitió en piragüismo en la modalidad de aguas tranquilas. Ganó tres medallas en el Campeonato Europeo de Piragüismo entre los años 2005 y 2009.

## Palmarés internacional
| Campeonato Europeo | Campeonato Europeo       | Campeonato Europeo | Campeonato Europeo |
| Año                | Lugar                    | Medalla            | Competición        |
| ------------------ | ------------------------ | ------------------ | ------------------ |
| 2005               | Poznań (Polonia)         | Medalla de plata   | K4 200 m           |
| 2006               | Račice (República Checa) | Medalla de plata   | K4 200 m           |
| 2009               | Brandeburgo (Alemania)   | Medalla de bronce  | K1 200 m           |